# Château de la Rousselière (Frossay)
Pour les articles homonymes, voir Château de la Rousselière.
Le château de la Rousselière est un château situé sur la commune de Frossay dans le département de la Loire-Atlantique.

## Historique
Ancien siège de la châtellenie de Frossay, le château est construit aux XVIIe et XVIIIe siècles. 
En 1679, Renaud d'Espinose, seigneur des Renaudières, capitaine au régiment royal, conseiller au Parlement de Bretagne, époux de  Michelle Bureau, dame de la Foresterie, devient propriétaire de la châtellenie de Frossay. En 1764, la terre de Frossay est érigée en marquisat en faveur de Charles Paul Augustin d'Espinose.
En 1766, il passe à Jean Priou, sieur de Saint-Gilles, puis, en 1780, à la famille Geslin. Par son mariage en 1794 avec Marie-Adélaïde Marguerite Geslin, le futur maire de Nantes Jean-Baptiste Bertrand-Geslin en devient le nouveau propriétaire. Le domaine est composé d'une chapelle et d'un pavillon de garde (XVIe siècle). Le parc est dessiné par l'architecte Caillé en 1880. 
La Rousselière appartient par la suite à la famille Nouvellon, puis, par mariage, au colonel Camille de Cornulier-Lucinière, qui sera maire de Frossay de 1901 à 1919.